# Cantons dels Alts del Sena
Els Cantons dels Alts del Sena (Illa de França) són 23 i s'agrupen en tres districtes. Fins al 2015 hi havia 45.

## 1984 - 2015

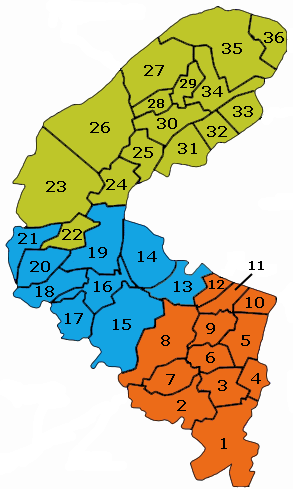
Divisió cantonal dels Alts del Sena fins al 2015

- Districte d'Antony (12 cantons - sotsprefectura: Antony) :
cantó d'Antony - cantó de Bagneux - cantó de Bourg-la-Reine - cantó de Châtenay-Malabry - cantó de Châtillon - cantó de Clamart - cantó de Fontenay-aux-Roses - cantó de Malakoff - cantó de Montrouge - cantó de Le Plessis-Robinson - cantó de Sceaux - cantó de Vanves

- Districte de Boulogne-Billancourt (9 cantons - sotsprefectura: Boulogne-Billancourt) :
cantó de Boulogne-Billancourt-Nord-Est - cantó de Boulogne-Billancourt-Nord-Oest - cantó de Boulogne-Billancourt-Sud - cantó de Chaville - cantó d'Issy-les-Moulineaux-Est - cantó d'Issy-les-Moulineaux-Oest - cantó de Meudon - cantó de Saint-Cloud - cantó de Sèvres

- Districte de Nanterre (24 cantons - prefectura: Nanterre) :
cantó d'Asnières-sur-Seine-Nord - cantó d'Asnières-sur-Seine-Sud - cantó de Bois-Colombes - cantó de Clichy - cantó de Colombes-Nord-Est - cantó de Colombes-Nord-Oest - cantó de Colombes-Sud - cantó de Courbevoie-Nord - cantó de Courbevoie-Sud - cantó de Garches - cantó de la Garenne-Colombes - cantó de Gennevilliers-Nord - cantó de Gennevilliers-Sud - cantó de Levallois-Perret-Nord - cantó de Levallois-Perret-Sud - cantó de Nanterre-Nord - cantó de Nanterre-Sud-Est - cantó de Nanterre-Sud-Oest - cantó de Neuilly-sur-Seine-Nord - cantó de Neuilly-sur-Seine-Sud - cantó de Puteaux - cantó de Rueil-Malmaison - cantó de Suresnes - cantó de Villeneuve-la-Garenne

## 2015
Una nova redistribució territorial va ser definida per decret del 26 de febrer de 2014, per al departament d'Alts del Sena, que va entrar en vigor en el moment de la primera renovació general d'assemblearis departamentals després d'aquest decret, qüestió que va passar al març de 2015.
Es va reduir de 45 a 23 cantons.
- Antony
- Asnières-sur-Seine
- Bagneux
- Boulogne-Billancourt-1
- Boulogne-Billancourt-2
- Châtenay-Malabry
- Châtillon
- Clamart
- Clichy
- Colombes-1
- Colombes-2
- Courbevoie-1
- Courbevoie-2
- Gennevilliers
- Issy-les-Moulineaux
- Levallois-Perret
- Meudon
- Montrouge
- Nanterre-1
- Nanterre-2
- Neuilly-sur-Seine
- Rueil-Malmaison
- Saint-Cloud